# Obligation essentielle
En droit des obligations du Québec, la théorie de l'obligation essentielle du contrat est la thèse juridique selon laquelle certains contrats comme le contrat de bail sont porteurs d'obligations inhérentes au contrat et qu'on ne peut pas se décharger de ces obligations inhérentes par une clause de non-responsabilité, cette clause étant nulle lorsqu'elle permet un manquement à l'obligation essentielle.
Bien qu'elle ait d'abord été admise par un jugement de la Cour d'appel, la théorie de l'obligation essentielle a été rejetée par un jugement de la Cour suprême : 6362222 Canada inc. c. Prelco inc.

## La théorie telle qu'initialement formulée dans la doctrine
À titre d'exemple, si un bail commercial affirme que le locateur n'est pas tenu de fournir un système de ventilation, il viole l'obligation essentielle de fournir un local vivable où on peut respirer de l'air frais. L'idée derrière cette théorie est qu'on ne peut pas offrir contractuellement quelque chose tout en se permettant par une clause malhonnête de renier sa responsabilité pour le cœur ou l'essence même de ce qu'on vient tout juste d'offrir.

## Jugement de la Cour d'appel
En droit québécois, la Cour d'appel du Québec a reconnu la théorie essentielle du contrat dans un jugement rendu en 2019 dans l'affaire 6362222 Canada inc. c. Prelco inc.. Dans cette affaire, la société Créatech conclut un contrat avec la société Prelco pour l'implantation d'un système de gestion d'entreprises pour les usines de Prelco.

Le contrat contenait la clause suivante : 

« Créatech ne garantit aucunement que les Services seront sans erreur ; la seule obligation de Créatech à cet égard est de fournir des Services raisonnablement précis et Créatech n’assume aucune responsabilité pour tous dommages, coûts, pertes, dépenses, blessures ou décès résultant, de quelque manière que ce soit, de quelconque application, décision ou autre geste posé par le Client ou toute tierce partie sur la base des Services fournis aux termes de l’Entente. »

Cette clause niait toute responsabilité découlant de l'obligation principale du contrat, soit de fournir un logiciel pour les usines. La Cour d'appel a confirmé  la décision du juge de première instance selon lequel la clause attaquée est inopérante.

## Rejet de la théorie par la Cour suprême
La Cour suprême du Canada a accepté une demande d'autorisation d'appel sur ce dossier et a renversé la décision de la Cour d'appel. Dans son jugement, elle affirme ce qui suit : 

« L’ordre public n’a pas, de manière générale, pour effet de rendre inopérante une clause de non‑responsabilité couvrant une obligation essentielle dans les contrats de gré à gré. [...] Tout tend à indiquer que le législateur a choisi de ne pas formuler une telle règle impérative pour réglementer ces clauses dans le Code civil du Québec à dessein, jugeant préférable de laisser aux parties avisées le soin de gérer entre elles les risques d’inexécution. »

Selon certains auteurs, le jugement de la Cour suprême dans l'affaire Prelco a été influencé par l'arrêt Tercon Contractors Ltd. c. Colombie-Britannique (Transports et Voirie).